# Joseph-Roger de Benoist
Pour les articles homonymes, voir Benoist.
Pour les autres membres de la famille, voir Famille de Benoist.
Joseph-Roger de Benoist, né le 2 août 1923 à Meudon (Seine-et-Oise) et mort le 14 février 2017 à Bry-sur-Marne dans le Val-de-Marne, est un prêtre catholique, missionnaire, journaliste et historien français.
Il est spécialiste de l’ancienne AOF (Afrique-Occidentale française) et de l’histoire de l’Église catholique en Afrique subsaharienne, tout particulièrement au Sénégal où il vécut plusieurs décennies.
Le père Joseph-Roger de Benoist appartient à la congrégation des Pères blancs.

## Biographie

### Famille
Joseph-Roger de Benoist appartient à la famille de Benoist, une famille contemporaine de la noblesse belge de tradition militaire.
Il est le fils de Robert de Benoist (1890-1967),, capitaine de cavalerie, officier de la Légion d'honneur et d'Édith de Beaudrap (1893-1977). Joseph-Roger de Benoist est le petit-fils de Jules de Benoist (1842-1904), général de division et officier de la Légion d'honneur. Il est le frère cadet de Jean de Benoist (1917-1999), lieutenant-colonel d'aviation (Promotion 1939 (Lieutenant Pinczon du Sel) de l'École de l'air) et de Guy de Benoist (1920-2002), officier de cavalerie, général, commandeur de la Légion d'honneur.

#### Blason de famille

Blason de la famille de Benoist.

- Armes : Ecartelé aux 1 et 4 d'azur, à la bande d'or, accompagnée en chef d'une étoile à six raies d'or et d'un croissant du même en pointe; aux 2 et 3 d'argent, chargé de fleurs de lys d'azur sans nombre.
- Supports : Deux lions d'or au naturel, tenant chacun une bandrole: celle de dextre aux armes des 1 et 4e quartiers; celle de sénestre aux armes des 2 et 3e quartiers.
- Timbre : Couronne des Pays-Bas autrichiens: tortil de baron portant des perles sur le bord, sans tiges.

### Vie
Il fit ses études secondaires au collège Stanislas, c'est à sa confirmation en 1934 qu'il commence à penser à devenir prêtre, pendant sa jeunesse il fait partie des mouvements scouts catholiques. 
Le 3 septembre 1939 (à la déclaration de guerre), il déménage d'abord à Rennes puis à Châteauroux. Joseph-Roger de Benoist passe ensuite un an dans l'abbaye bénédictine d’En-Calcat en recherche vocationnelle, c’est là qu’il sent l’appel vers les Missionnaires d’Afrique qu’il rejoint à Thibar en septembre 1941 pour finir la philosophie entamée à l'abbaye. En 1942, il arrive à Maison-Carrée pour son noviciat.
En 1943, à l'âge de vingt ans, il est mobilisé au 3e régiment de spahis marocains avec lequel il participe à la campagne d'Italie dont notamment la célèbre bataille de Monte Cassino et la libération de Rome, puis la remontée vers l’est de la France. Joseph-Roger de Benoist est démobilisé le 24 août 1945 avec la croix de guerre 1939-1945, il rejoint ensuite Maison-Carrée pour terminer son noviciat.
Il poursuit sa formation théologique à Thibar, où il prononce son serment missionnaire, puis à la basilique Saint-Louis de Carthage où il reçoit l’ordination sacerdotale le 1er février 1950.
En 1950, il fait des études de journalisme à l'École supérieure de journalisme de Lille puis, en 1951, il fait des études de sciences sociales au Centre des Hautes Études sur l’Afrique à Paris. Le 15 mai 1952, il est affecté par sa congrégation à l'hebdomadaire catholique Afrique nouvelle (dont le siège était situé au 11 rue Roger-Verlomme à Paris) qui installe dans la région une formule indépendante et participative inédite et « dérangeante » ; à la fin de 1954, il reste seul temporairement à la tête de l'hebdomadaire, provisoire qui dura jusqu'en 1959. Il passe la main aux laïcs, mais reste probablement influent tout en retournant à des activités missionnaires et culturelles (fondation de la Librairie Djoliba, longtemps la seule digne de ce nom à Dakar). Après son départ du journal, il est nommé au Mali, d'abord à la paroisse de Kolongotomo puis à Bamako où il anime l’activité culturelle de l’archidiocèse ainsi que le mouvement de la Jeunesse agricole chrétienne. 
En 1963, Joseph-Roger de Benoist est nommé à Paris comme correspondant à la revue Vivante Afrique publiée à Namur. En 1967, il publie une revue d’information missionnaire commune aux Instituts Missionnaires de France, sous le titre de Peuples du Monde (dont le siège était situé rue Friant à Paris). En 1968, il est nommé par le cardinal Gantin à Cotonou au Bénin où il s'occupe de la pastorale familiale, des équipes enseignantes et des guides. Mais en 1972, son engagement dans l’éducation sexuelle de la jeunesse est mal perçue par certains, et il doit quitter le pays. Il traverse la frontière et prend résidence à Bobo-Dioulasso au Burkina Faso. À la demande du cardinal Zoungrana, il entreprend la rédaction d’une biographie du Pr Goarnisson, le livre paraît en 1975 sous le titre Docteur Lumière.
Il entre en 1973 comme chercheur à l'Institut fondamental d’Afrique noire (IFAN) de Dakar. En 1986, il obtient le doctorat d'État d'histoire africaine avec une thèse sur l'histoire de l'Afrique-Occidentale française de 1944 à 1960, puis une thèse d'État sur les rapports entre l'Église et l'État colonial au Sénégal. En 1993, il prend sa retraite comme directeur de recherches.
Le 21 novembre 1981, il est élu correspondant de la seconde section de l'Académie des sciences d'outre-mer.
En 2006, à l’âge de quatre-vingt-trois ans, il prend sa retraite dans la communauté de Bry-sur-Marne.
Il meurt le 14 février 2017 à l’hôpital Saint-Camille à Bry-sur-Marne. Ses obsèques ont eu lieu le 21 février 2017 en l’église paroissiale de Bry-sur-Marne.
Joseph-Roger de Benoist est considéré par l'africaniste Bernard Lugan comme « un des plus "pointus" parmi les historiens du Sénégal ».

## Ouvrages
- Le cri d'un continent (Amérique Latine), postface de René Laurentin, Paris, Fleurus, 1972.
- Docteur Lumière, Quarante ans au service de l'homme (vie de Jean-Louis Goarnisson, père Blanc et médecin en Haute-Volta), préface du cardinal Paul Zoungrana, Éditions S.O.S., 1975. Minerve d'or de la Société d'encouragement au bien.
- La Balkanisation de l'Afrique occidentale française, préface de Léopold Sédar Senghor, Dakar, Nouvelles éditions africaines, 1979 (réédité en 1994 avec le concours de la Coopération française)[8].
- L'Église catholique et la naissance des nouvelles nations en Afrique occidentale francophone, 1981.
- L'Afrique Occidentale Française de la conférence de Brazzaville (1944) à l'indépendance (1960), préface de Amadou Makhtar Mbow, directeur général de l'UNESCO, Dakar, Nouvelles éditions africaines, 1983 (réédité en 1994 avec le concours de la Coopération française).
- Les missionnaires catholiques du Soudan français et de la Haute-Volta entrepreneurs et formateurs d'artisans, 1983.
- Colonisation et évangélisation, 1985.
- Église et pouvoir colonial au Soudan français : les relations entre les administrateurs et les missionnaires catholiques dans la Boucle du Niger, de 1885 à 1945, préface de Catherine Coquery-Vidrovitch, Paris, Éditions Karthala, 1987.

- Prix Robert-Delavignette 1987 de l'Académie des sciences d'outre-mer.
- L'Hebdomadaire catholique dakarois "Afrique Nouvelle" et la décolonisation de l'AOF, 1986.
- Félix Éboué et les missions catholiques, 1987.
- Le Mali (Collection À la rencontre de...), Paris, L'Harmattan, 1989 (réédité, complété et mis à jour en 1998).
- L'Église catholique en Afrique : deux millénaires d'histoire, 1991.
- Gorée, Guide de l'île et du Musée historique, en collaboration avec Abdoulaye Camara, Dakar, 1992.
- Histoire de Gorée, en collaboration avec Abdoulaye Camara, Françoise Descamps, Xavier Ricou et James Searing, 2003.
- Léopold Sédar Senghor, avec un témoignage de Cheikh Hamidou Kane (Collection Politiques et chrétiens), Paris, Éditions Beauchesne 1998.
- Histoire de l'Église catholique au Sénégal : du milieu du XVe siècle à l'aube du troisième millénaire (Collection Mémoire d'église), Éditions Karthala, Dakar / Paris, 2008, 581 p.

## Décorations[5]

### Décorations françaises
- Chevalier de la Légion d'honneur (1er mai 1988)
- Officier de la Légion d'honneur (1er avril 1997)
- Croix de guerre 1939-1945

### Décorations étrangères
- Officier de l’ordre national du Dahomey (Bénin) (1er avril 1965)
- Officier de l'ordre national du Lion du Sénégal (1er mars 1993)